# Houtstad-IJlst
Houtstad-IJlst is een museum en houtwerkplaats in de Friese stad IJlst.

## Geschiedenis
Stichting Museum en Werkplaats Houtstad IJlst werd opgericht op 5 februari 2015. Het museum werd gebouwd naar een ontwerp van architect Haiko Meijer van architectenbureau Onix NL. Het gebouw won in 2018 de Vredeman de Vries Prijs voor Architectuur. De buitenzijde van de houten kubusconstructie is gemaakt van Russisch lariks en de binnenzijde van Duits vurenhout. De officiële opening was op 21 april 2018.  Het werd gebouwd aan de zuidzijde van  houtzaagmolen De Rat.

## Collectie
De collectie Nooitgedagt (schaatsen, gereedschap en speelgoed) is in 2018 ondergebracht in het museum. De voormalige zaagraammachine van de firma Oppedijk. In het museum toont een maquette de stad IJlst in het jaar 1664.

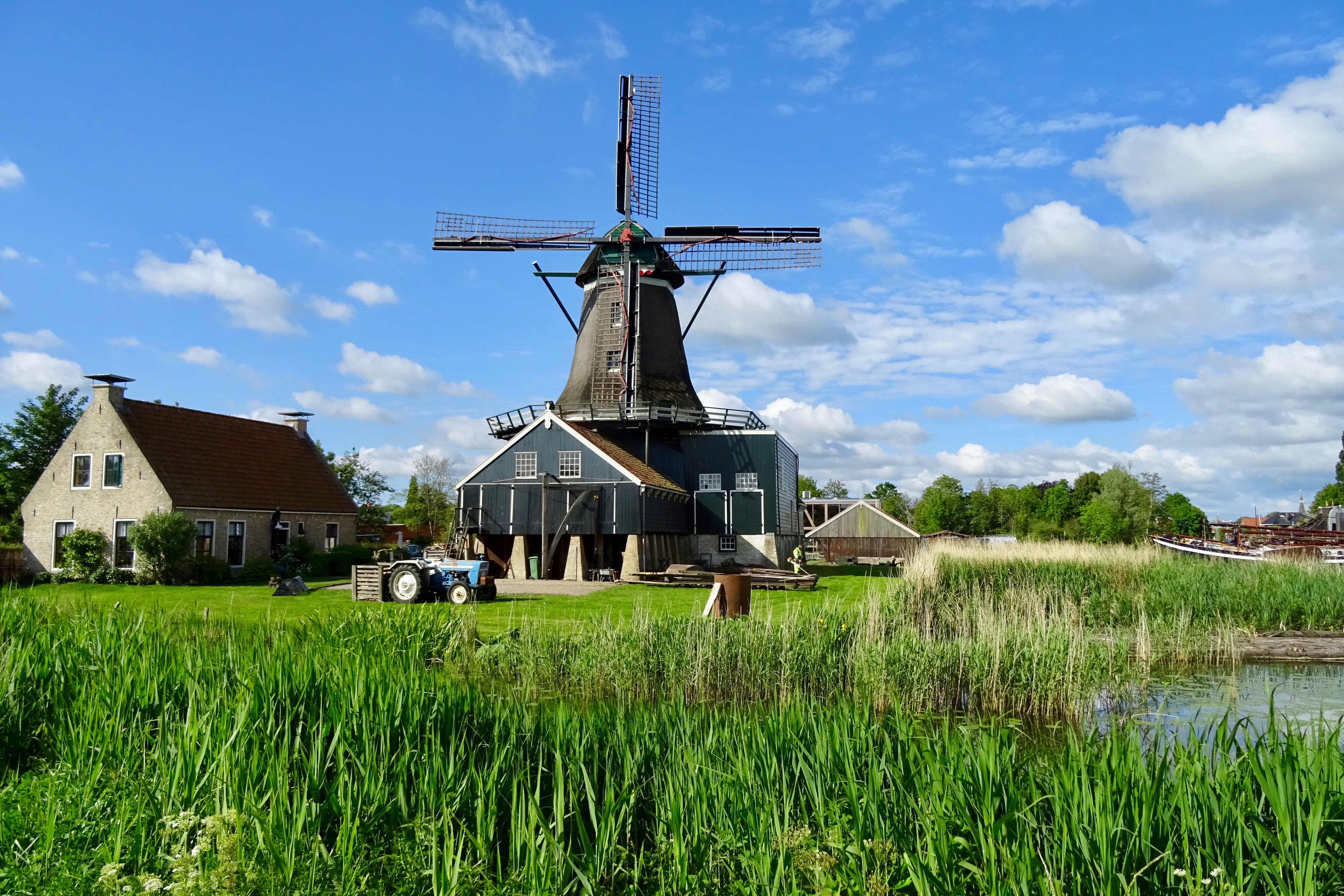
De Rat (2019)
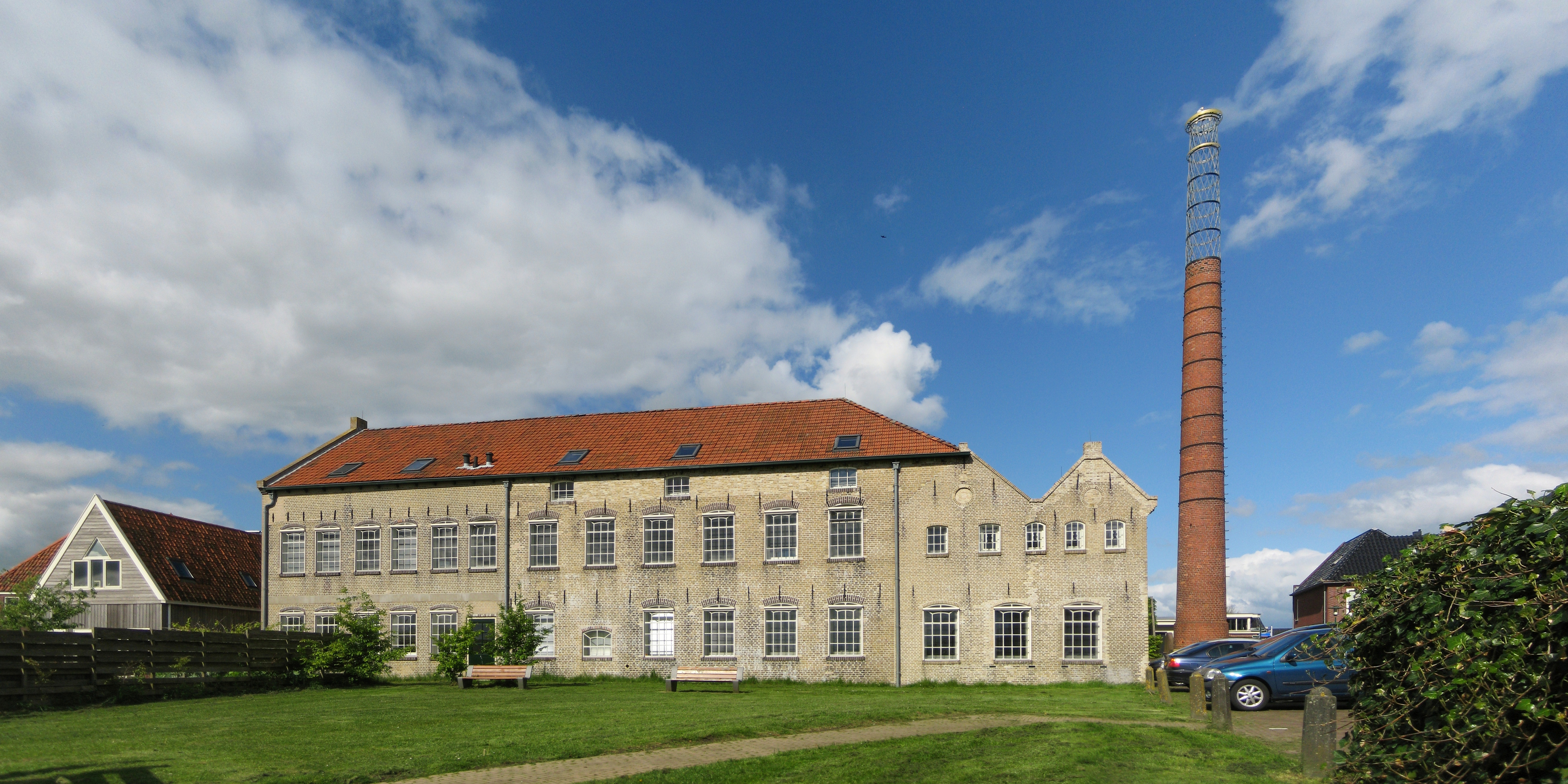
Nooitgedagt (2014)